# Cheltenham

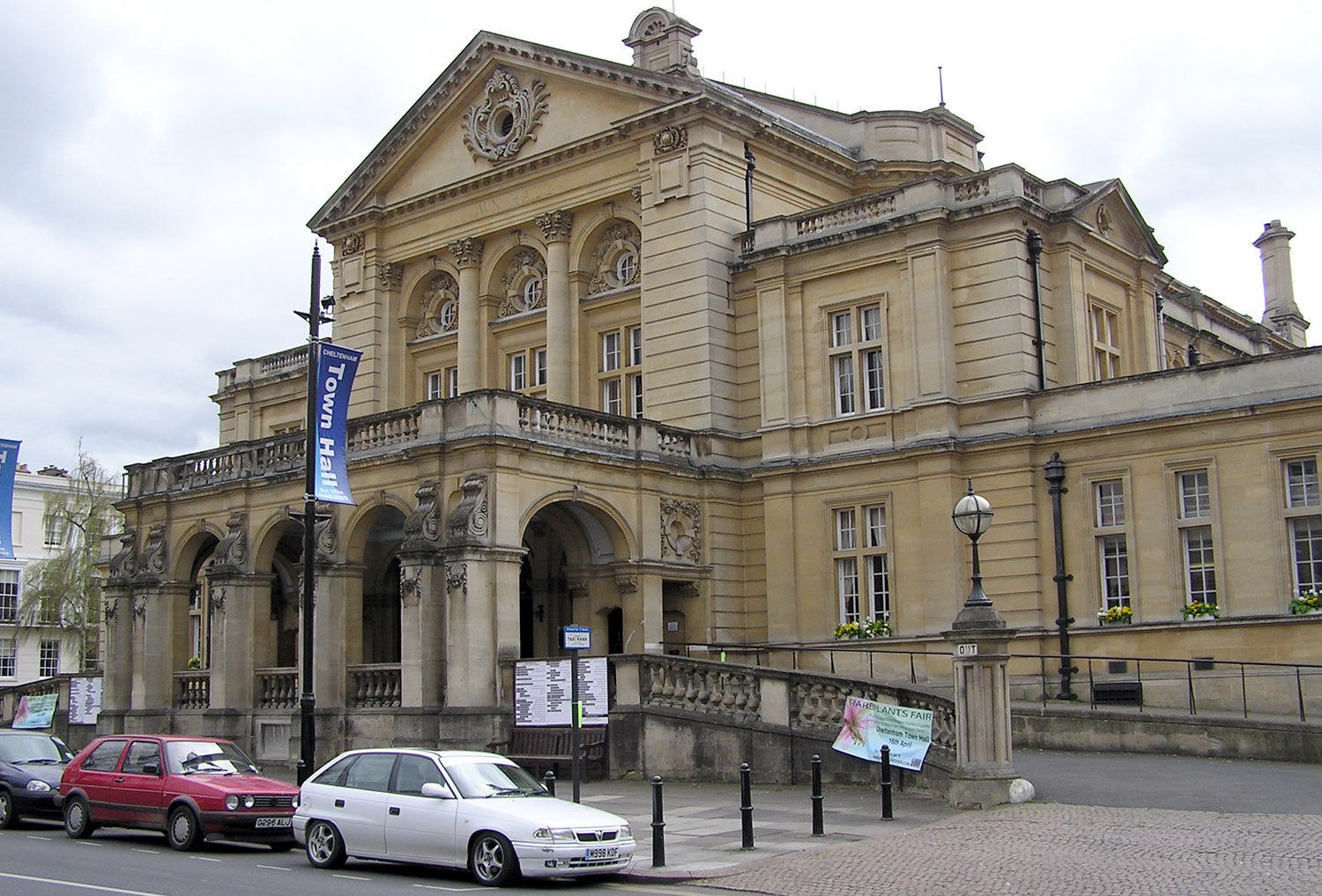
Stadshuset i Cheltenham.

Cheltenham (även: Cheltenham Spa) är en stad i grevskapet Gloucestershire i England. Staden är huvudort i distriktet med samma namn och ligger cirka 13 kilometer nordost om Gloucester samt cirka 58 kilometer nordväst om Oxford. Tätorten (built-up area) hade 116 447 invånare vid folkräkningen år 2011. Det är en kurort sedan mineralrika källor upptäckts i staden år 1716.
Staden hyser bland annat Cheltenham Festival, en vecka med hinderlöpningar på stadens galoppbana. Den största löpningen är Cheltenham Gold Cup.